# Ostkustbanans vänner
Sällskapet Ostkustbanans vänner (förkortat OKBv) är en ideell förening som startades 1976 och som syftade till att vårda och bevara materiel som rullat på Ostkustbanan (1927 - 1933). I och med att föreningen miste tillgången till spår till stamnätet och måste säga upp sin vagnhall, var den tvungen att sälja, deponera eller skänka bort större delen av lok- och vagnpark.  I dagsläget arbetar föreningen med att kunna visa upp ett fungerande Ånglok som konstruerades för företaget OKB, vilket lät bygga ostkustbanan. I dagsläget har föreningen en mindre mängd rullande materiel i sin ägo. Det "Gröna tåget" med OKB H24 som driftslok, finns numera på SJVM (Sveriges Järnvägsmuseum) i Gävle. Alla dessa fordon är från 1927-28.  
Det "Gröna tåget" kommer fortsättningsvis att gästa regionen i samband med SJVM:s aktiviteter. 
Föreningen har sitt säte i Sundsvall, men det är i Svartvik drygt en mil söder om Sundsvall som föreningens lokstall finns. 